# Hembury Castle
Hembury Castle är ett slott i Storbritannien.   Det ligger i grevskapet Devon och riksdelen England, i den södra delen av landet, 280 km väster om huvudstaden London. Hembury Castle ligger 173 meter över havet.
Terrängen runt Hembury Castle är kuperad åt nordväst, men åt sydost är den platt. Runt Hembury Castle är det ganska tätbefolkat, med 93 invånare per kvadratkilometer. Närmaste större samhälle är Paignton, 17,9 km öster om Hembury Castle. Trakten runt Hembury Castle består i huvudsak av gräsmarker.